# Ахмед-хан Мукаддам
Ахмед-хан Мукаддам (азерб. Əhməd xan Müqəddəm, перс. احمدخان مقدم), (1742—1806) — хан Мераге (1763—1787), хан Тебриза (1798—1805) и хан Эривани (1806—1807).

## Биография
Ахмед-хан родился около 1742 года в мукаддамской семье. Отец его Али Мухаммед-хан происходил из рода Джеваншир тюркского племени Мукаддам.
Ахмед-хан встал во главе Марагинское ханство в 1763 году после смерти своего отца Али Мухаммед-хана.
В 1797 году Ахмед-хан по приказу Фетх Али-шах Каджара был назначен губернатором Тебриза, в 1806 году ханом Эривани.
В правление Фатх Али-шаха Ахмед-хан получил звание Беглярбека Азербайджана, по некоторым источникам Беглярбека только Тебриза и Мараги. В конце 90-х годов XVIII века Ахмед-хан на Кавказе, участвует в подавлении восстания Джафар Кули-хана.
В 1813 году Морьер описал Ахмед-хана как богатого властителя Мараги, у которого был также дом в Тебризе в котором английский посол и его окружение оставались во время их визита к кронпринцу Аббасу Мирзе.
На следующий день после нашего прибытия в Марагу, британского посла, чтобы выразить гостеприимство своему гостю, посетил Ахмед Хан, который только вернулся со своей экспедиции против курдов. Этот властитель — один из тех персонажей, которые часто встречаются на Востоке, чьи действия являются демонстрацией того, что описано в святых книгах как жили и вели себя Патриархи... Хотя ему около 90 лет, он излучает здоровье и активность. У него абсолютно белая борода и его одежда едва выделяется от той, что носят его пастухи. В то же время известно, что он обладает громадным богатством... Он один из величайших старейшин Ирана и его называют "Рейшсифид (Белая Борода) Адербижана".
Ахмед-хан Мукаддам скончался 17 октября 1806 года в городе Ереване, похоронен в городе Марага. В Мараге в 1830 году ему наследовал его сын — Гусейн-паша хан, в Ереване — Хусейн-хан Каджар.

## Потомки
Сыновья:
- Гасан-ага, Нурулла-хан, Джафар Кули-хан, Гусейн-паша ага (последний наследовал в Мараге).

Дочери: 
- Хейр-ниса ханым, Зейнаб ханым и другие.